# ジョアン・トリンブル
ジョアン・トリンブル（Joan Trimble、1915年6月18日 - 2000年8月6日）は、アイルランドの作曲家。

## 経歴
エニスキレン出身。詩人のウィリアム・コープランド・トリンブルの孫娘に当たる。
1931年から1936年にかけて王立アイルランド音楽アカデミーで、1932年から1936年までダブリンのトリニティ・カレッジで学ぶ。ついで1936年から1940年にかけてロンドンの王立音楽大学でアーサー・ベンジャミン、レイフ・ヴォーン・ウィリアムズ、ハーバート・ハウエルズに師事。
1938年より姉妹のヴァレリー・トリンブルとピアノ・デュオの活動を行った。
作品にはピアノ曲、歌曲、弦楽のための組曲（1953）、オペラ「盲目のラフテリー」（1957）などがある。